# Robert Himgi
Robert Louis Himgi (Bohars, 22 agosto 1922 – Latresne, 8 novembre 2012) è stato un pallanuotista francese.
Ha rappresentato la Francia alle Olimpiadi estive di Londra 1948.